# Pedicularis limprichtiana
Pedicularis limprichtiana là loài thực vật có hoa thuộc họ Cỏ chổi. Loài này được Hand.-Mazz. mô tả khoa học đầu tiên năm 1925.